# 吹田市民の歌
「吹田市民の歌」（すいたしみんのうた）は、日本の大阪府吹田市が制定した市民歌である。作詞・桑形淑、補作・竹中郁、作曲・石丸寛。

## 解説

### 前史
吹田市では市制施行当年の1940年（昭和15年）に大阪毎日新聞の後援で市章のデザインと市歌の懸賞募集を行い、その入選作を採用した「吹田市歌」（作詞：垂水正保、作曲：正野勇次郎）を制定していたが、この市歌は3番で当年が皇紀二千六百年に当たることを強調する皇国史観的な要素が強いものであり、戦後は公的に演奏されなくなった。また、太平洋戦争最中の1943年（昭和18年）には吹田市翼賛壮年団が「決戦吹田市民の歌」を選定したことが『吹田市公報』第40号（10月5日発行）で報じられている。

### 市民歌制定
市制施行時の「吹田市歌」が公的に演奏されなくなっていたため、市では1970年（昭和45年）の市制30周年および市内の千里丘陵を主会場とする日本万国博覧会の開催を記念して新市民歌を制定することになり、歌詞の懸賞募集を実施した。応募総数は83篇で入選作を詩人の竹中郁が補作したものを採用し、石丸寛の作曲を経て4月11日付で制定された。制定時に市の自主制作でソノシートが頒布されており、ジャケットには太陽の塔を下から見上げた写真が使われている。
吹田市役所では「本庁舎において始業・終業時に演奏している」とする。吹田市に関連するその他の楽曲としては、市民歌制定と同時期に万博開催記念で選定された市民愛唱歌「ここに千里の丘がある」（作詞：岩谷時子、作曲・編曲：いずみたく）や1973年（昭和48年）に市制35周年を記念して吹田まつりで発表された市民音頭「吹田音頭」などがある。